# Ryggprotest
En ryggprotest är ett svenskt nyord som syftar till en tyst protest där de protesterande bokstavligt talar vänder ryggen mot den/det de protesterar mot. Ordet har funnits i svenskan åtminstone sedan 2008, då det i Kyrkans Tidning användes för att beskriva en manifestation mot Nationaldemokraterna, en tidigare utbrytargrupp från Sverigedemokraterna. Under valrörelsen 2014 uppmärksammades ryggprotester mot Sverigedemokraterna i bland annat Östersund och Gävle. Ryggprotestens syfte är enligt en demonstrant i Östersund 2014 att inte störa den som talar, och att istället tyst visa sitt missnöje.